# Фікіле Нтшангасе
Фікіле Нтшангасе (нар. 1955 — пом.. 22 жовтня 2020) — південноафриканська екологічна активістка.

## Життєпис
Нтшангасе виступила проти розширення вугільної шахти, що експлуатується Tendele Coal поблизу Сомхеле, в провінції Квазулу-Натал, неподалік її будинку в Офондвені. Вона була провідним членом громадської організації екологічної юстиції Мфолозі MCEJO, яка боролася з розширенням шахти поблизу заповідника Хлухлуве-Імфолозі.
Деякі члени громади, які традиційно залежали від скотарства та сільського господарства, проводили кампанію за збереження пустелі в цій місцевості Південно-Африканської Республіки, але інші члени громади потребували роботи на шахті, тому підтримували її розширення. Все це призвело до зростання напруженості. У квітні 2020 року 19 кулями було розстріляно будинок іншого активіста Толакеле Мтева, який також виступав проти розширення шахти.
Місцевих жителів, що жили поблизу шахти залякували. Їм також погрожували насильством за місяць до вбивства Нтшангасе. Як повідомляється, жителів сімей, які відмовлялися переїжджати зі своїх батьківських земель, розстрілювали. Близько 18:30 22 жовтня 2020 року, за даними місцевої поліції, чотири чоловіки увійшли до будинку Нтшангасе і застрелили її. Їй було 65 років.
Смерть Фікіле Нтшангасе стала прикладом зростаючої тенденції вбивств екологічних активістів, оскільки, згідно зі звітом Global Witness, з липня 2020 року зростає кількість таких убивств.